# Giro delle Fiandre 1951
Il Giro delle Fiandre 1951, trentacinquesima edizione della corsa, fu disputato il 1º aprile 1951, per un percorso totale di 274 km. Fu vinto dall'italiano Fiorenzo Magni, al traguardo con il tempo di 7h43'03", alla media di 35,500 km/h, davanti a Bernard Gauthier e Attilio Redolfi.
I ciclisti che partirono da Gand furono 196; coloro che tagliarono il traguardo a Wetteren furono 30.

## Ordine d'arrivo (Top 10)
| Pos. | Corridore           | Squadra            | Tempo    |
| ---- | ------------------- | ------------------ | -------- |
| 1    | Fiorenzo Magni      | Ganna              | 7h43'03" |
| 2    | Bernard Gauthier    | Mercier-Hutchinson | a 5'35"  |
| 3    | Attilio Redolfi     | Mercier-Hutchinson | a 10'32" |
| 4    | Loretto Petrucci    | Taurea             | s.t.     |
| 5    | Jean Baldassari     | Mercier-Hutchinson | a 11'50" |
| 6    | Rik van Steenbergen | Mercier-Hutchinson | a 12'30" |
| 7    | Raymond Impanis     | Alcyon-Dunlop      | a 14'06" |
| 8    | André Pieters       | Devos Sport        | a 15'30" |
| 9    | André Declerck      | Bertin             | s.t.     |
| 10   | Valère Ollivier     | Bertin             | a 18'05" |